# Enrique Cárdenas de la Peña
Enrique Cárdenas de la Peña (Ciudad de México, 28 de febrero de 1920 - Metepec, Estado de México, 11 de agosto de 2010) fue un médico, investigador histórico, escritor  y académico mexicano.

## Estudios y actividad profesional
Realizó sus estudios profesionales en la Facultad de Medicina de la Universidad Nacional Autónoma de México (UNAM), ejerciendo posteriormente su profesión en el Instituto Mexicano del Seguro Social (IMSS) durante treinta y seis años de 1947 a 1983.  Fue médico general, familiar, subdirector y director de unidad médica, jefe de la oficina cultural de la Subdirección General Médica y asesor de la misma.
Paralelamente se dedicó a la investigación histórica desde 1963, publicó más de cincuenta títulos abarcando ensayos, cuentos y poesía.  Esta actividad la realizó en la Secretaría de Marina, en el Instituto Mexicano del Seguro Social y en la Secretaría de Comunicaciones y Transportes.

## Académico
Fue miembro de la Academia Nacional de Historia y Geografía de México y de la Academia Nacional de Medicina de México (ANMM). Fue presidente de la Sociedad Médica Hispano-Mexicana. Ingresó como miembro de número a la Academia Mexicana de la Lengua el 15 de julio de 1997, ocupando la silla VI (5°). En 2006 publicó la obra Historia de la Academia Mexicana de la Lengua: 1946-2000, la cual fue coeditada por la propia Academia y por el Fondo de Cultura Económica. Fue investigador nacional del Sistema Nacional de Investigadores.

## Obras
- Imagen de Morelos, en 1964.
- Veracruz y Sainz de Baranda en la vida de México, en 1965.
- Gesta en el golfo: la Segunda Guerra Mundial y México, en 1966.
- Vasco de Quiroga. Precursor de la seguridad social, en 1968.
- Semblanza marítima del México independiente y revolucionario, en dos volúmenes, en 1970.
- Historia marítima de México: Guerra de independencia, 1810-1821, en 1973.
- Servicios médicos del IMSS. Doctrina e historia, en 1973.
- Centro Médico La Raza. Historia, en 1976.
- Paralelo 28. Testimonio de un camino, en 1977.
- Por qué Veracruz es cuatro veces heroica, coautor con el coronel Ignacio Fuentes, Miguel Domínguez Loyo, Antonio Fernández del Castillo, en 1978.
- Tierra Caliente. Porción sureste de Michoacán, en 1981.
- Terminología médica, en 1983.
- Escondite de culebras. Puente Coatzacoalcos II, en 1986.
- El correo, El telégrafo y  El teléfono, en la colección Historia de la SCT, en 1987.
- Temas médicos en la Nueva España, en 1992.
- Crónica de la Otorrinolaringología en México y la Sociedad Mexicana de Otorrinolaringología, en 1992.
- Historia de la Academia Mexicana de la Lengua: 1946-2000, en 2006.